# Губинский район
Губи́нский райо́н (ранее Кубинский азерб. Quba rayonu, татск. Qubə rayun, лезг. Къуба район) — район на севере Азербайджана. Административный центр — город Губа.

## География
Район расположен большей частью в горах и предгорьях Кавказских гор. На северо-востоке территория переходит в Самур-Дивичинскую низменность. Крупные реки — Гудиалчай, Карачай, Вельвеличай. Самая высокая точка региона — вершина Туфандаг. Имеются минеральные источники (Конагкенд, Ерфи, Халтан и другие).
На территории Губинского района частично расположен Шахдагский национальный парк.
Расстояние до Баку составляет 168 км.

### Европа-Азия
Большинство авторитетных источников, в основном советские, российские и западноевропейские, проводят границу Европа-Азия по Кумо-Манычской впадине и тем самым относят весь Кавказ, в том числе и Азербайджан, целиком к Азии. Однако некоторые западные (в первую очередь американские) источники, полагающие границей Европа-Азия Большой Кавказ, относят территории к северу от этого хребта к Европе. При таком варианте границы Губинский район, географически располагающийся севернее Большого Кавказа, может условно относиться к европейской части Азербайджана.

## История
8 апреля 1929 — переход с уездного административно-территориального деления на окружное и создание Кубинского округа.
23 июля 1930 — начало процесса по упразднению округов, переход на районное деление. Образован Кубинский район.
В 1930—1959 годах существовал Конахкендский район, занимавший южную часть территории современного Губинского района.

## Административное устройство
В состав Губинского района входят город Губа, 7 посёлков (включая Красную Слободу, Конагкенд, Зардаби) и 149 сёл, в том числе Адур, Айдынкенд, Алексеевка, Алпан, Алык, Амсар, Афурджа, Ашагы-Тюлякеран, Биринджи Нюгеди, Будуг, Гюльтепе, Дерк, Джек, Джими, Дигах, Ерфи, Заргова, Икинджи Нюгеди, Иснов, Испик, Калей-Худат, Кархун, Крыз, Кымыл, Кюрдах, Мюгюдж, Пирвахид, Рустов, Сусай, Сюхюб, Тюляр, Утуг, Халтан, Ханагях, Хыналыг, Шудуг и Юхары Дигях.

## Население
По данным Государственного комитета статистики Азербайджана, на 2010 год численность населения составляла 155,6 тысяч человек. Это число увеличилось примерно на 16,1 тысяч и достигло 171,7 тысяч в 2018 году. На 1 января 2021 года численность населения составляла 174 700 чел. На 1 января 2022 года численность населения составила 175 763 чел.
Численность населения
| Год                                    | 2015  | 2017 | 2018  | 2019  | 2020  | 2021  |
| -------------------------------------- | ----- | ---- | ----- | ----- | ----- | ----- |
| Численность (на конец года, тыс. чел.) | 166,2 | 170  | 171,7 | 173,4 | 174,7 | 175,8 |

Подавляющее большинство населения составляют азербайджанцы. Также живут таты — вторая по численности этническая группа, лезгины, горские евреи, турки-месхетинцы, хиналугцы, крызы, русские и другие народы.
По переписи населения Азербайджана 2009 года Губинский район является крупнейшим местом проживания ираноязычных татов в Азербайджане. В топонимике Губинского района важное место занимают названия на основе татского языка.
Без учёта районного центра города Губа (основное население — азербайджанцы, также таты, лезгины, крызы и другие национальности) самые крупные по численности населённые пункты, такие как Биринджи Нюгеди, Икинджи Нюгеди, Рустов, Зардаби, Алпан, Амсар, Конагкенд, Владимировка (также хиналугцы, русские-молокане), Мюгюдж, Пирвахид, Джими, Заргова и многие другие имеют в основном азербайджанское и татское население. Также в Губинском районе находится посёлок Красная Слобода — место компактного проживания горских евреев в Азербайджане. Лезгины проживают в таких населённых пунктах, как Дигах, Кюснет, Кюснет-Казма, Кымыл, Кымыл-Казма, Кымыл- Кышлаг, Учгун, частично в селениях Кюркюн, Гаджигусейнли (бывш. Еленовка), Алимамедоба, Гачреш (совместно с азербайджанцами), а также частично в посёлке Конагкенд. В сёлах Крыз, Будуг, Джек расположенных в западной гористой части района и в некоторых других проживают представители шахдагских народов (крызы, будуги, джекцы). В селе Хыналыг проживают хиналугцы (менее 10% составляют таты). Также в районе проживают турки-месхетинцы.

## Экономика
В период СССР на предгорной равнине района располагался совхоз № 12. Сады совхоза начали закладывать в 1931 году. К 1937 году было высажено около 1500 га садов (1012 га яблоневых), в 1951—1953 годах — около 300 га садов и 11 га виноградников. По состоянию на 1956 год в совхозе было 56 тракторов. Здесь в 1950-х годах функционировали 3 зимних клуба и 1 летний, имелись школа-десятилетка, больница, столовая, магазины, пекарня, баня.
Губинский район — регион развитого садоводства (яблоневодства), а также ковроткачества.
На 2018 год общая площадь территории Губинского района, отведённой под плодовые культуры, составляла 18 035 гектар.

## Образование
В Губинском районе действуют 158 учебных заведений, в том числе 138 средних школ, 15 дошкольных учреждений, 5 детских садов. Действует филиал Азербайджанского государственного педагогического университета, Губинский социально-экономический колледж, медицинский колледж, профессиональные средние школы, частные профессиональные училища.

## Здравоохранение
В районе действуют 3 больницы, в том числе центральная больница, 24 поликлиники, региональный перинатальный центр, региональный диагностический центр, реабилитационные центры, центр гигиены и эпидемиологии, Губинский филиал Научно-исследовательского института гематологии и трансфузиологии им. Б. Эйвазова.

## Инфраструктура
Действуют 85 библиотек, 2 музея.

## Достопримечательности
В Губинском районе имеются 134 исторических и археологических памятника. К ним относятся храм огнепоклонников возле деревни Хыналыг, мавзолеи деревни Агбиль, относящиеся к XVI веку, мечети Сакина ханум, Джума-мечеть, Ардебиль, которые относятся к XIX веку.
На пике Бабадаг расположено святилище «Хазрат Баба». Согласно преданию, на вершине горы был похоронен мудрый старец. Гора является местом паломничества.
На юго-западе района, около горы Туфандаг, располагается село Хыналыг, знаменитое своим уникальным языком, своеобразными обычаями и традициями. В горном селе Сюхюб находится башня «Дивлер галасы» (крепость дивов), относящаяся к Гильгильчайской оборонительной стене.
Среди природных достопримечательностей — водопад Афурджа. В верхней части бассейна реки Вельвеличай расположено Тенгинское (Тенгяалтинское) ущелье с отвесными скалистыми берегами.

### Фестиваль яблок
С 2012 года в середине осени в Губе проводится фестиваль яблок. На церемонии демонстрируются композиции, национальные танцы, отражающие национальные обычаи и традиции, различные виды яблок, сладостей и напитков, приготовленных из яблони.

## Исполнительная власть

### Азербайджанская ССР
Согласно Положению о районных съездах Советов и районных исполкомов (Исполнительных комитетов), утверждённому Президиумом АзЦИК в мае 1931 года, районный съезд Советов признавался высшим органом власти в районе, а в периоды между съездами Советов — районный Исполнительный комитет (исполком, райисполком).
Фактическая власть в СССР принадлежала руководству Компартии (РКП(б) // ВКП(б) // КПСС), в состав которой входила Компартия Азербайджана (АКП(б) // КПА).

### Азербайджанская Республика
Район возглавляет глава исполнительной власти.
Главы:
- Ахмед Ахмедзеде[азерб.] (1991 — 3 сентября 1992)[32]
- Эльдар Субханвердиев (3 сентября 1992 — 15 декабря 1993)[32][33]
- Вагиф Махмудов[азерб.] (13 марта 1994 — 7 июля 1999)[34][35]
- Мехман Ибрагимов (7 июля 1999 — 11 марта 2004)[36][37]
- Арзиман Алиев[азерб.] (11 марта 2004 — 27 сентября 2007)[38][39]
- Рауф Габибов[азерб.] (1 октября 2007 — 2 марта 2012)[40][41]
- Мубариз Агаев[азерб.] (15 марта 2012 — 27 января 2015)[42][43]
- Яшар Мамедов[азерб.] (27 января 2015 — 2 декабря 2017)[44][45]
- Зияддин Алиев[азерб.] (2 декабря 2017 — 14 июня 2023)[46][47]
- Ильгар Махмудов (с 31 августа 2023)[48]